# Infurcitinea turcica
Infurcitinea turcica är en fjärilsart som beskrevs av Petersen 1968. Infurcitinea turcica ingår i släktet Infurcitinea och familjen äkta malar.
Artens utbredningsområde är Turkiet. Inga underarter finns listade i Catalogue of Life.